# Sakīs Giannakopoulos
Dionysīs Giannakopoulos, detto Sakīs (in greco Διονύσης "Σάκης" Γιαννακόπουλος?; Calamata, 24 ottobre 1982), è un allenatore di pallacanestro ed ex cestista greco.